# Friedrich Julius Rosenbach
Friedrich Julius Rosenbach, noto anche come Anton Julius Friedrich Rosenbach (Emmerthal, 16 dicembre 1842 – Gottinga, 6 dicembre 1923), è stato un microbiologo e medico tedesco.
È accreditato per aver messo a confronto il batterio Staphylococcus aureus e il batterio Staphylococcus albus, ora chiamato Staphylococcus epidermidis, nel 1884. Egli ha anche descritto e chiamato il batterio Streptococcus pyogenes.

## Biografia
Rosenbach nacque a Grohnde an der Weser il 16 dicembre 1842. Studiò a Heidelberg, Gottinga, Vienna, Parigi e Berlino, conseguendo il dottorato nel 1867. Sposò Franziska Merkel il 12 maggio 1877.

## Opere
- Ueber einige pathologische Veränderungen nach subcutaner Injection von Quecksilber bei Thieren (Kaninchen). Doctoral dissertation, 1867. Also in [Henle and Pfeuffer’s] Zeitschrift für rationelle Medicin, Leipzig and Heidelberg.
- Untersuchungen über den Einfluss von Carbolsäure gegen das Zustandekommen der pyämischen und putriden Infection bei Tieren. Tesi per l'abilitazione come privatdozent, Göttingen, 1872.
- Mikro-Organismen bei den Wund-infections-krankheiten des Menschen. Wiesbaden, J. F. Bergmann, 1884.[3]
- Zur Aetiologie des Wundstarrkrampfes der Menschen. Verhandlungen der deutschen Gesellschaft für Chirurgie, Berlin, 1886.
- Über das Erysipeloid. Verhandlungen der Deutschen Gesellschaft für Chirurgie, 1887.
- Experimentelle Beiträge zur Frage: Kann Eiterung ohne Mitbetheiligung von Microorganismen durch todte Stoffe entstehen? With Kreibohm. Verhandlungen der deutschen Gesellschaft für Chirurgie, 1888.
- Der Hospitalbrand. Deutsche Chirurgie, volume 6, Stuttgart 1888.
- Über die tieferen eiternden Schimmelerkrankungen der Haut und deren Ursachen. Wiesbaden, 1894.
- Über die tiefen und eiternden Trichophyton-Erkrankungen und deren Krankheitserreger.
- Behandlung der Gangrän und Phlegmon in Umgebung der Mundhöhle, Noma, Phlegmonen; Angina Ludovici, gewöhnl. Phlegm., Scharlachphlegmon, Glossitis, Hemiglossitisphlegmon. Chapter in Handbuch der Therapie innerer Krankheiten, di Franz Penzoldt e Roderich Stintzing, 1898.
- Chirurgische Knochen- und Gelenkkrankheiten. Chapter in Handbuch der praktischen Medizin, editore, Wilhelm Ebstein (1836-1912) e Gustav Albert Schwalbe (1844-1916).
- Biography in H. R. Grote: Die Medizin der Gegenwart in Selbstdarstellungen. Lipsia, 1923; volume 2, pagina 187.